# Ilse DeLange

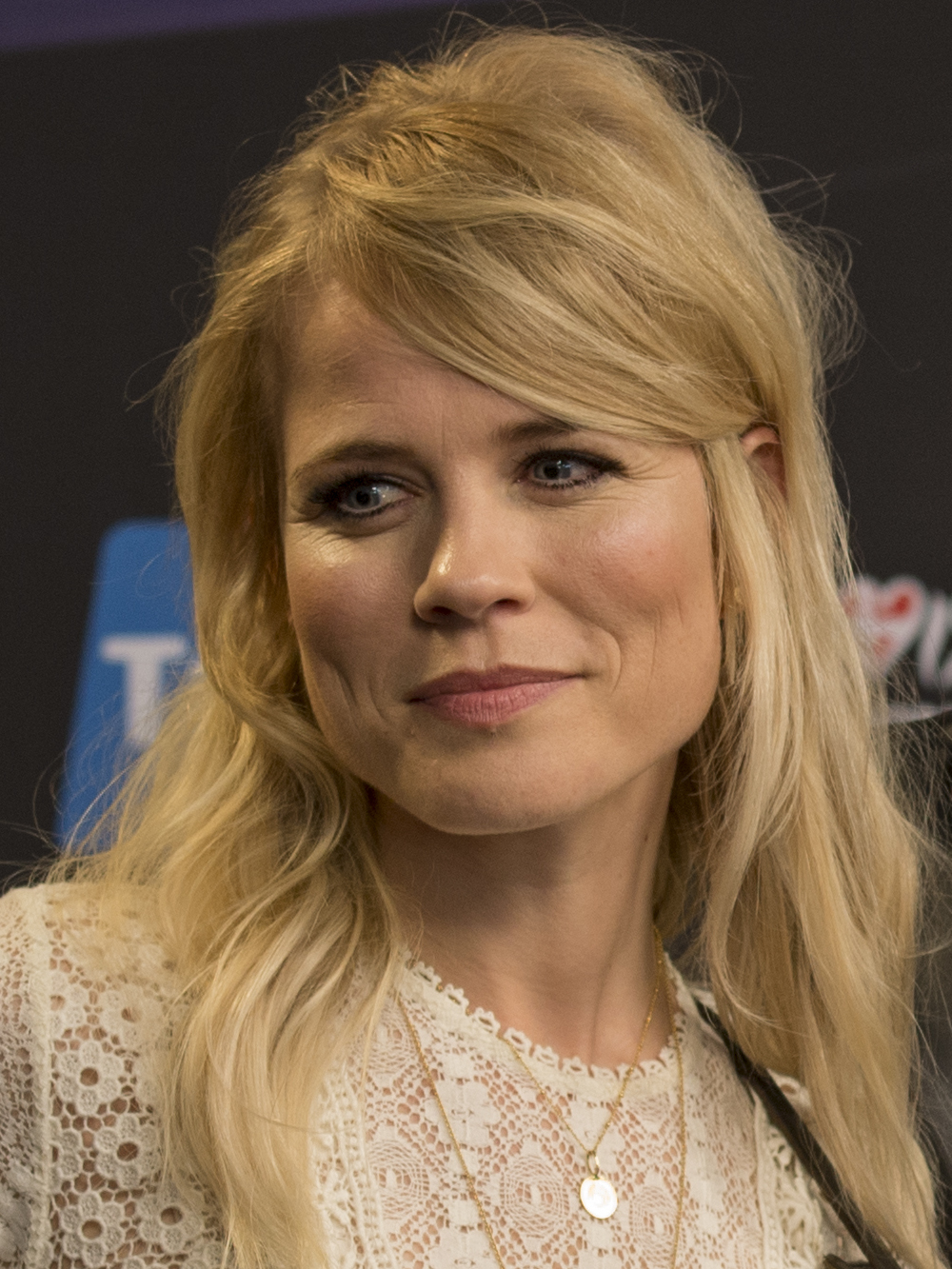
Ilse DeLange (2014)

Ilse DeLange (* 13. Mai 1977 als Ilse Annoeska de Lange in Almelo) ist eine niederländische Country- und Pop-Sängerin. Sie hatte bis 2012 sechs Nummer-eins-Alben in den niederländischen Charts. Einem größeren Publikum wurde sie bekannt, als sie mit der Gruppe The Common Linnets beim Eurovision Song Contest 2014 für die Niederlande den zweiten Platz erreichte.

## Karriere
Ihren Durchbruch hatte sie 1998 mit ihrem Debütalbum World of Hurt. Das Country-Album wurde in Nashville aufgenommen, erreichte Platz 1 der niederländischen Albumcharts und hielt sich über zweieinhalb Jahre lang in den Top 100. Sie wurde dadurch in den Niederlanden bekannt.
2004 sang sie ein Duett mit Zucchero und erhielt den Musikpreis Edison als beste niederländische Sängerin. Armin van Buuren produzierte einen Remix von The Great Escape, der in seiner Show A State of Trance unter die Top 20 der besten Trance-Produktionen des Jahres 2007 kam. Beim damals alljährlich in den Niederlanden abgehaltenen Domino Day durfte sie 2006 den ersten Dominostein setzen.
2008 erschien ihr fünftes Studioalbum Incredible, dessen Song Miracle ihr erster Nummer-eins-Hit in den niederländischen Top-40-Singles-Charts wurde. 2013 und 2014 fungierte sie in der 4. und 5. Staffel der Castingshow The Voice of Holland (RTL) als Coach. 2017 agierte sie neben Johannes Oerding, Katie Melua, Jennifer Weist, Philipp Poisel, Ray Cooper und Tony Carey als Sängerin beim MTV-Unplugged-Konzert von Peter Maffay.
Im Mai 2014 vertrat DeLange zusammen mit Waylon als The Common Linnets die Niederlande beim Eurovision Song Contest in Kopenhagen; sie belegten dort mit 238 Punkten den zweiten Platz hinter Conchita Wurst und erhielten große internationale Popularität.

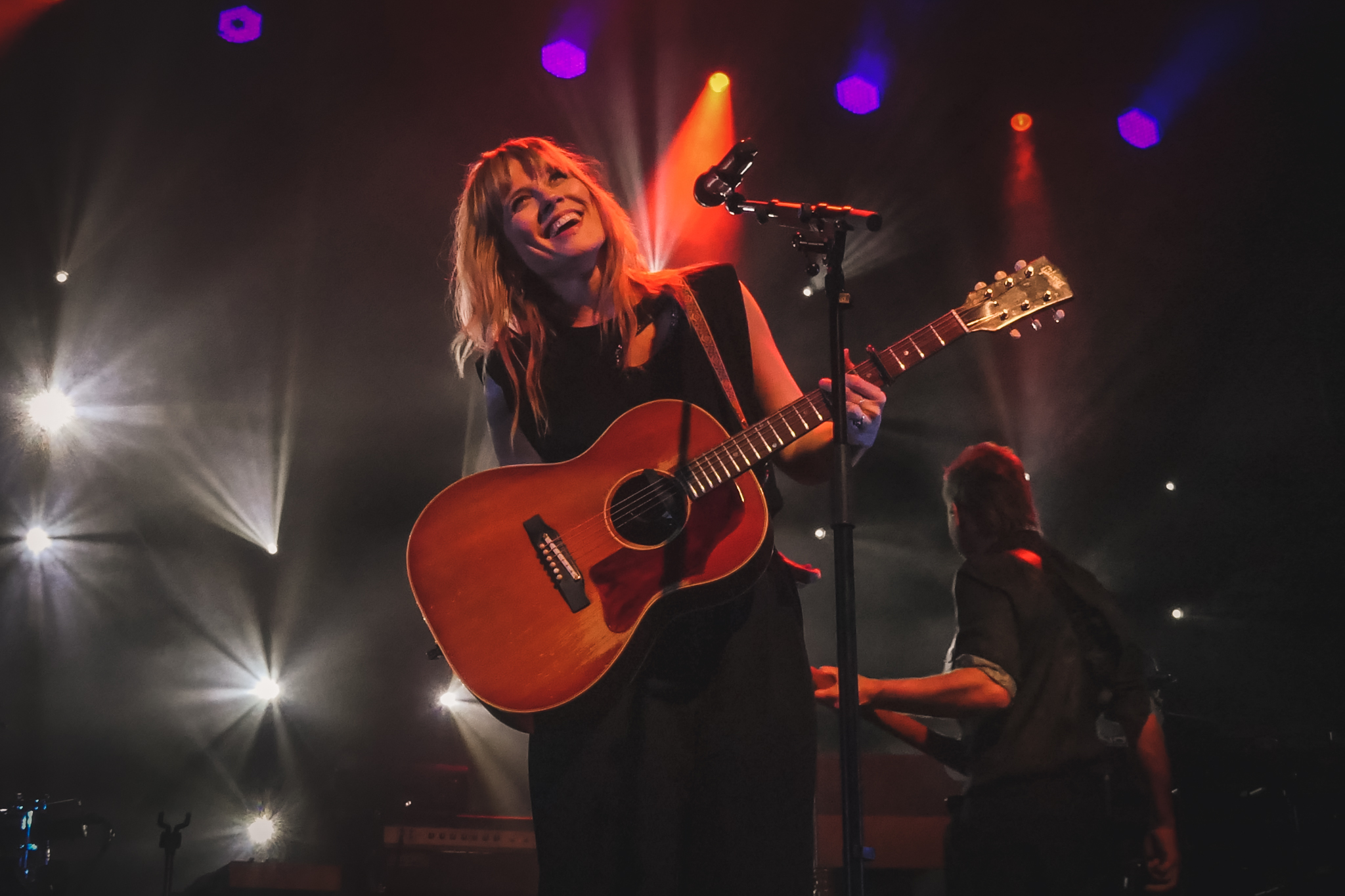
Ilse DeLange, 2023

2018 hatte sie eine Rolle als Gesangscoach in der amerikanischen Fernsehserie Nashville. 2020 war sie Teilnehmerin der 7. Staffel von Sing meinen Song – Das Tauschkonzert. Im selben Jahr erreichte sie beim Free European Song Contest für die Niederlande den zweiten Platz.
2021 war DeLange Musikpatin beim Songwriting-Wettbewerb für Kinder und Jugendliche Dein Song. Von Februar bis Mai 2021 nahm sie an der 14. Staffel der RTL-Tanzshow Let’s Dance teil; ihr Tanzpartner war Evgeny Vinokurov. Nach Show acht musste sie verletzungsbedingt aussteigen, in Show neun sang sie ihren „Magic Moment“, ihr Tanzpartner tanzte einen Solopart. 2021 sang sie ein Duett mit Michael Patrick Kelly für dessen im November 2021 veröffentlichtes Album B.O.A.T.S. 2022 war DeLange ein Mitglied der Jury in der deutschen Gesangs-Castingshow Deutschland sucht den Superstar.
Neben ihrer Muttersprache Niederländisch spricht DeLange auch Deutsch und Englisch.

## Diskografie
Studioalben

| Jahr | Titel Musiklabel                                               | Höchstplatzierung, Gesamtwochen, AuszeichnungChartplatzierungen (Jahr, Titel, Musiklabel, Platzierungen, Wochen, Auszeichnungen, Anmerkungen) | Höchstplatzierung, Gesamtwochen, AuszeichnungChartplatzierungen (Jahr, Titel, Musiklabel, Platzierungen, Wochen, Auszeichnungen, Anmerkungen) | Höchstplatzierung, Gesamtwochen, AuszeichnungChartplatzierungen (Jahr, Titel, Musiklabel, Platzierungen, Wochen, Auszeichnungen, Anmerkungen) | Höchstplatzierung, Gesamtwochen, AuszeichnungChartplatzierungen (Jahr, Titel, Musiklabel, Platzierungen, Wochen, Auszeichnungen, Anmerkungen) | Höchstplatzierung, Gesamtwochen, AuszeichnungChartplatzierungen (Jahr, Titel, Musiklabel, Platzierungen, Wochen, Auszeichnungen, Anmerkungen) | Höchstplatzierung, Gesamtwochen, AuszeichnungChartplatzierungen (Jahr, Titel, Musiklabel, Platzierungen, Wochen, Auszeichnungen, Anmerkungen) | Anmerkungen                                                 |
| Jahr | Titel Musiklabel                                               | DE | AT | CH | UK | NL | BEF | Anmerkungen                                                 |
| ---- | -------------------------------------------------------------- | --- | --- | --- | --- | --- | --- | ----------------------------------------------------------- |
| 1998 | World of Hurt Warner Music                                     | — | — | — | — | NL1 ×5Fünffachplatin · (138 Wo.)NL | BEF17 (30 Wo.)BEF | Erstveröffentlichung: 31. Juli 1998 Verkäufe: + 500.000     |
| 2000 | Livin’ on Love Warner Music                                    | — | — | — | — | NL5 Platin · (52 Wo.)NL | BEF36 (3 Wo.)BEF | Erstveröffentlichung: 17. November 2000 Verkäufe: + 80.000  |
| 2003 | Clean Up Warner Music                                          | — | — | — | — | NL1 Platin · (42 Wo.)NL | BEF31 (2 Wo.)BEF | Erstveröffentlichung: 18. April 2003 Verkäufe: + 80.000     |
| 2006 | The Great Escape The Entertainment Group                       | — | — | — | — | NL1 ×2Doppelplatin · (89 Wo.)NL | BEF59 (6 Wo.)BEF | Erstveröffentlichung: 16. Juni 2006 Verkäufe: + 140.000     |
| 2008 | Incredible Universal Music                                     | — | — | — | — | NL1 ×3Dreifachplatin · (97 Wo.)NL | BEF35 (14 Wo.)BEF | Erstveröffentlichung: 17. Oktober 2008 Verkäufe: + 180.000  |
| 2010 | Next to Me Firefly Records                                     | — | — | — | — | NL1 ×2Doppelplatin · (44 Wo.)NL | BEF46 (3 Wo.)BEF | Erstveröffentlichung: 27. August 2010 Verkäufe: + 100.000   |
| 2012 | Eye of the Hurricane auch bekannt als: Miracle Firefly Records | — | — | — | — | NL1 Platin · (45 Wo.)NL | BEF101 (5 Wo.)BEF | Erstveröffentlichung: 14. September 2012 Verkäufe: + 50.000 |
| 2018 | Ilse DeLange Firefly Records                                   | — | — | — | — | NL3 Gold · (19 Wo.)NL | BEF39 (4 Wo.)BEF | Erstveröffentlichung: 31. August 2018 Verkäufe: + 20.000    |
| 2019 | Gravel & Dust Firefly Records                                  | — | — | — | — | NL2 (15 Wo.)NL | BEF20 (5 Wo.)BEF | Erstveröffentlichung: 6. September 2019                     |
| 2020 | Changes Embassy of Music                                       | DE14 (11 Wo.)DE | AT61 (1 Wo.)AT | CH10 (7 Wo.)CH | — | NL4 (5 Wo.)NL | BEF97 (2 Wo.)BEF | Erstveröffentlichung: 15. Mai 2020                          |
| 2024 | Tainted Energie Records                                        | — | — | — | — | NL3 (2 Wo.)NL | BEF97 (1 Wo.)BEF | Erstveröffentlichung: 3. Mai 2024                           |

## Auszeichnungen
- CMA Jeff Walker Global Country Artist Award 2020[5]